# Nicolás Cabrera
Pour les articles homonymes, voir Cabrera.
Cabrera  Fredes est un nom espagnol. Le premier nom de famille, en général paternel, est Cabrera ; le second, en général maternel, souvent omis, est Fredes.
Nicolás Cabrera Fredes, né le 14 septembre 1997 à Quillota, est un coureur cycliste chilien. 

## Biographie
En 2015, Nicolás Cabrera devient champion du Chili sur route juniors. Deux ans plus tard, il termine dix-neuvième du Tour du Chili.
En début d'année 2019, il remporte plusieurs courses dans son pays, comme la Vuelta Cabildo-La Ligua, et termine quinzième du Tour de Chiloé. En avril, il est sacré champion du Chili chez les espoirs. Au mois de mai, il part à Benigànim et signe avec un club de la province de Valence, pour courir chez les amateurs en Espagne,.

## Palmarès sur route
- 2015
  -  Champion du Chili sur route juniors
  - Gran Premio Aniversario Club Ciclista La Ligua
  - 3e du championnat du Chili du contre-la-montre juniors
- 2016
  - Gran Premio Aniversario Club Ciclista La Ligua
- 2017
  - 3e du championnat du Chili sur route espoirs
- 2018
  - Conmemoración Glorias Navales[4]
- 2019
  -  Champion du Chili sur route espoirs
  - Vuelta Cabildo-La Ligua
  - Ascensión a los Nevados de Chillán :
    - Classement général
    - 1re et 2e étapes

  - Gran Premio Aniversario Club Ciclista La Ligua
  - 3e du championnat du Chili du contre-la-montre espoirs

## Classements mondiaux
| Année            | 2019 |
| ---------------- | ---- |
| UCI America Tour | 140e |